# زبان در ارمنستان

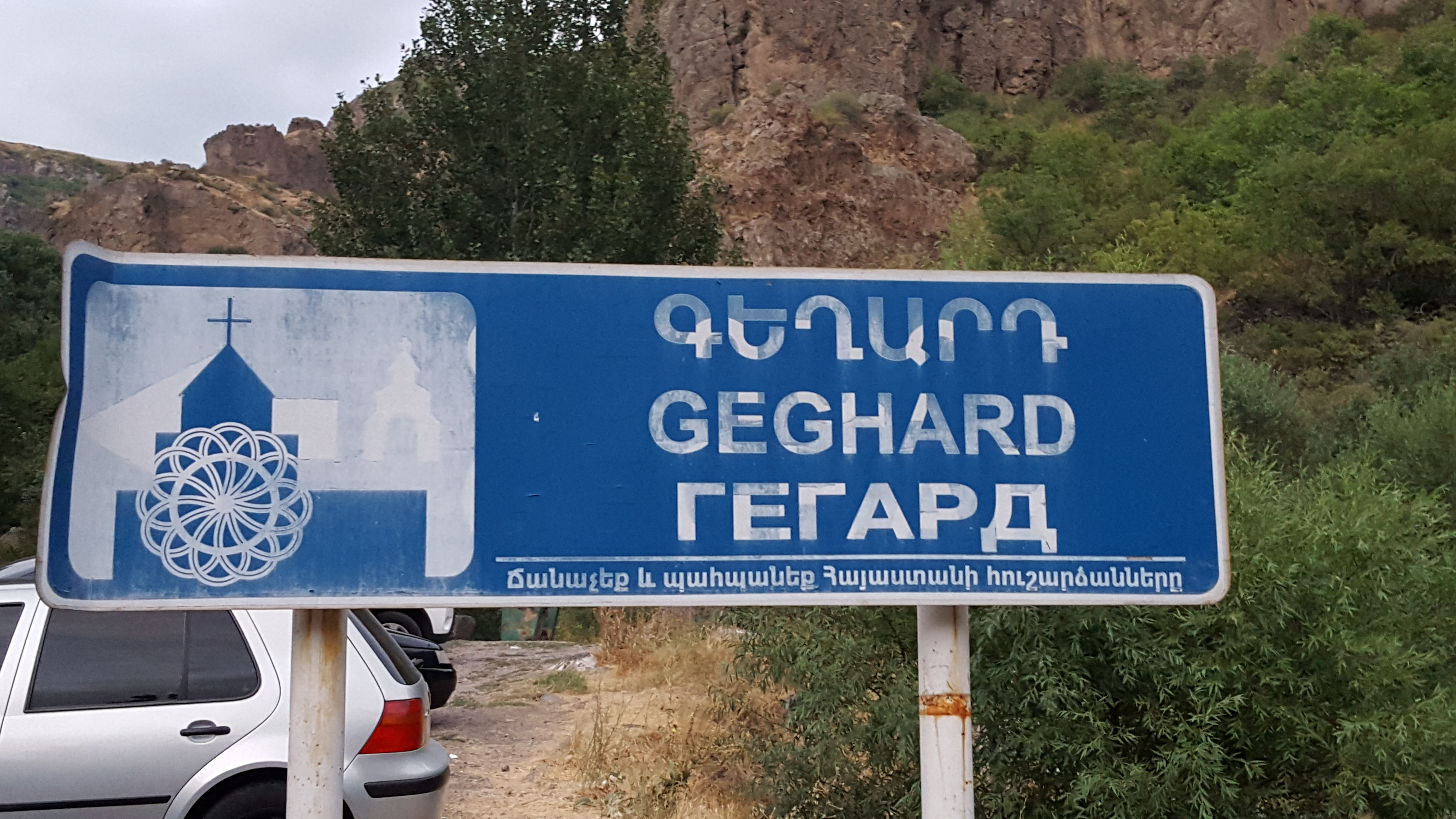
تابلویی چند زبانه (ارمنی-انگلیسی-روسی) در صومعه گغارد

ارمنستان در منطقه قفقاز در جنوب شرقی اروپا واقع شده است. ارمنی زبان رسمی در ارمنستان است و اکثریت جمعیت آن به عنوان زبان اول صحبت می‌کنند. ارمنی یک زبان چندکانونی با دو شکل استاندارد شده زبان ارمنی شرقی و زبان ارمنی غربی مدرن است. قانون اساسی ارمنستان استاندارد زبانی را مشخص نکرده است. در عمل، زبان ارمنی شرقی بر حکومت، تجارت و زندگی روزمره در ارمنستان مسلط است.
تا امروز، روسی هنوز با اختلاف، شناخته شده‌ترین زبان خارجی در میان جمعیت ارمنی است. زبان انگلیسی در سال‌های اخیر رواج یافته است. زبان فرانسه و چندین زبان دیگر نیز شروع به مطالعه و استفاده شدن هستند. زبان کورمانجی که توسط ایزدیان در ارمنستان صحبت می‌شود، بزرگ‌ترین زبان اقلیت ارمنستان است. سایر زبان‌های اقلیت که توسط دولت ارمنستان به رسمیت شناخته شده‌اند آرامی نو آشوری، زبان یونانی هستند.

## زبان رسمی
در ماده ۲۰ قانون اساسی ارمنستان آمده است که «زبان دولتی جمهوری ارمنستان ارمنی است». ارمنی زبان اصلی مورد استفاده در آموزش، مدیریت و زندگی عمومی است. ارمنی به شاخه ای مستقل از خانواده زبان‌های هند و اروپایی تعلق دارد و از الفبای منحصر به فرد ۳۶ حرفی استفاده می‌کند که در قرن پنجم اختراع شد، که از اوایل قرن بیستم شامل ۳۹ حرف است.
پس از فروپاشی اتحاد جماهیر شوروی، ارمنستان موفق‌ترین کشور از میان سه کشور قفقاز جنوبی (دیگر جمهوری آذربایجان و گرجستان) در روس‌زدایی زبانی بوده است.

## زبان‌های خارجی
روسی رایج‌ترین زبان خارجی است و اکثریت ارمنی‌ها به آن صحبت می‌کنند. دانش زبان انگلیسی در ارمنستان رو به افزایش است. در پایتخت ارمنستان، ایروان، دانشگاه‌هایی به زبان‌های روسی، انگلیسی و فرانسوی وجود دارد. دوره‌های تحصیلی به زبان‌های متعدد در دانشگاه‌های ارمنستان، به ویژه دانشگاه دولتی زبان‌ها و علوم اجتماعی بروسوف ایروان در دسترس است.

### روسی
روسی با اختلاف رایج‌ترین زبان خارجی در ارمنستان است. اگرچه سطح صلاحیت آن از زمان استقلال ارمنستان در سال ۱۹۹۱ به میزان قابل توجهی کاهش یافته است، در سال ۲۰۱۰، وزارت امور خارجه روسیه گزارش داده است که حدود ۷۰ درصد از جمعیت ارمنستان توانایی صحبت به زبان روسی را دارند. یک مطالعه در سال ۱۹۹۹ نشان داد که حدود ۴۰ درصد از جمعیت به زبان روسی مسلط هستند. ایستگاه‌های تلویزیونی روسی زبان (چهار تا از سال ۲۰۰۳) و روزنامه‌ها به‌طور گسترده در ارمنستان در دسترس هستند. یک نظرسنجی در سال ۲۰۱۲ نشان داد که ۹۴ درصد از ارمنی‌ها حداقل دانش اولیه زبان روسی را دارند که ۲۴ درصد دانش پیشرفته، ۵۹ درصد دانش متوسط و ۱۱ درصد دانش سطح مبتدی دارند.

### انگلیسی
محبوبیت زبان انگلیسی از زمان استقلال ارمنستان در سال ۱۹۹۱ رو به افزایش بوده است. سال به سال، افراد بیشتری تمایل به یادگیری زبان انگلیسی دارند. برخلاف دهه‌های گذشته، تعداد مدارس ارمنی که زبان انگلیسی تدریس می‌کنند به تدریج افزایش یافته است. زبان انگلیسی هنوز از نظر دانش در بین ارمنی‌ها از زبان روسی بسیار عقب است. بر اساس یک نظرسنجی در سال ۲۰۱۲، ۴۰ درصد از ارمنی‌ها دانش اولیه زبان انگلیسی را دارند که تنها ۴ درصد آنها دارای مهارت پیشرفته زبان انگلیسی، ۱۶ درصد متوسط و ۲۰ درصد سطح مبتدی هستند. با این حال، در سال‌های اخیر ثابت شده است که زبان انگلیسی کمی ارجح تر از روسی است. ۵۰ درصد از ارمنی‌ها فکر می‌کنند که انگلیسی باید در مدارس متوسطه دولتی تدریس شود در حالی که ۴۴ درصد زبان روسی را ترجیح می‌دهند.

### دیگر
سایر زبان‌های خارجی رایج در ارمنستان عبارتند از: فرانسوی، آلمانی، ایتالیایی و اسپانیایی. از سال ۲۰۰۸، ارمنستان یکی از اعضای وابسته سازمان بین‌المللی فرانکفونی است و در اکتبر ۲۰۱۲ به عضویت کامل آن درآمد. دانشگاهی به نام Fondation Université Française en Arménie (دانشگاه فرانسوی در ارمنستان) در سال ۲۰۰۰ بر اساس توافق بین دولت‌های ارمنستان و فرانسه تأسیس شد. این دانشگاه با ۶۰۰ دانشجو، بزرگ‌ترین دانشگاه فرانسوی در یک کشور غیر فرانسوی زبان است.

## زبان‌های اقلیت
ارمنی در سال ۲۰۰۱ به منشور اروپایی برای زبان‌های منطقه ای یا اقلیت پیوست که از زبان‌های اقلیت‌های آشوری، یونانی، روسی و کردی شمالی محافظت می‌کند.